# Jean François Géradon
Jean François Géradon (Luik, 23 september 1758 - Luik, 15 januari 1832) was een advocaat en hoogleraar uit het Zuid-Nederlandse Luik, die bijna twee jaar lid was van de Tweede Kamer der Staten-Generaal. Hij was een zoon van Charles Etienne Géradon en Anne Catharine Favereau en studeerde rechten. Hij was advocaat in Engis, en trouwde in 1794 met Marie Josèphe de Gilles, met wie hij drie zoons en drie dochters kreeg. Hij werd in 1819 in een tussentijdse vacature in de Tweede Kamer gekozen. In 1820 trouwde een dochter van hem met het Kamerlid Denis Marie de Melotte d'Envoz, waardoor er een bloedverwantschap was ontstaan tussen hem en d'Envoz. Het huwelijk was echter pas na de herverkiezing gesloten; uiteindelijk is in oktober 1820 met 34 tegen 32 stemmen voor toelating besloten.
In 1825 werd hem het predicaat jonkheer verleend.